# North East Scotland
| North East Scotland                                                                   |
| ------------------------------------------------------------------------------------- |
| North East Scotland                                                                   |
| Gebildet                                                                              |
| 1999                                                                                  |
| Regionen                                                                              |
| Aberdeen Aberdeenshire Angus (Teile) Dundee Moray (Teile)                             |
| Sitze                                                                                 |
| Scottish National Party: 9 Conservative Party: 5 Labour Party: 2 Liberal Democrats: 1 |

North East Scotland ist eine der acht schottischen Wahlregionen zur Wahl des Schottischen Parlaments. Sie wurde auf Grundlage des Scotland Act von 1998 geschaffen und umfasst die Council Areas Aberdeen, Aberdeenshire und Dundee sowie Teile der Regionen Angus und Moray. Im Rahmen der Revision der Wahlregionen im Jahre 2011 wurden die Außengrenzen sowie die Grenzen der Wahlkreise neu gezogen. Die ersten Wahlen fanden im Rahmen der Parlamentswahl vom 6. Mai 1999 statt.
An die Region Mid Scotland and Fife grenzen die Regionen Highlands and Islands im Nordwesten und Mid Scotland and Fife im Südwesten an.

## Geographische Aufteilung
Unter der Region North East Scotland waren neun Wahlkreise zusammengefasst. Die Wahlkreise entsprachen bezüglich Benennung und Zuschnitt den Wahlkreisen zum Britischen Parlament. Jeder Wahlkreise stellt einen nach dem Mehrheitswahlrecht bestimmten Repräsentanten. Außerdem werden sieben Additional Members gewählt. Im Zuge der Revision der Wahlkreise im Jahre 2011 wurden die Wahlkreise neu zugeschnitten und deren Anzahl auf zehn erhöht.

### 1999–2011
| Wahlkreis | Karte               | Region              |
| --- | ------------------- | ------------------- |
| 1. Aberdeen Central 2. Aberdeen North 3. Aberdeen South 4. Angus 5. Banff and Buchan 6. Dundee East 7. Dundee West 8. Gordon 9. West Aberdeenshire and Kincardine | North East Scotland | North East Scotland |

### 2011–
| Wahlkreis | Karte               | Region              |
| --- | ------------------- | ------------------- |
| 1. Aberdeen Central 2. Aberdeen Donside 3. Aberdeen South and North Kincardine 4. Aberdeenshire East 5. Aberdeenshire West 6. Angus North and Mearns 7. Angus South 8. Banffshire and Buchan Coast 9. Dundee City East 10. Dundee City West | North East Scotland | North East Scotland |

## Wahlergebnisse

### Parlamentswahl 1999
| Ergebnisse der Parlamentswahl 1999 | Ergebnisse der Parlamentswahl 1999 | Ergebnisse der Parlamentswahl 1999 | Ergebnisse der Parlamentswahl 1999 | Ergebnisse der Parlamentswahl 1999 |
| Partei                             | Stimmen                            | %                                  | Sitze                              | Add. Member                        |
| ---------------------------------- | ---------------------------------- | ---------------------------------- | ---------------------------------- | ---------------------------------- |
| SNP                                | 93.329                             | 32,3                               | 2                                  | 4                                  |
| Labour Party                       | 72.666                             | 25,5                               | 4                                  | 0                                  |
| Conservative Party                 | 52.149                             | 18,3                               | 0                                  | 3                                  |
| Liberal Democrats                  | 49.843                             | 17,5                               | 3                                  | 0                                  |
| Scottish Green                     | 8067                               | 2,8                                | 0                                  | 0                                  |
| Socialist Labour                   | 3557                               | 1,2                                | 0                                  | 0                                  |
| Socialist                          | 3016                               | 1,1                                | 0                                  | 0                                  |
| Sonstige                           | 3819                               | 1,4                                | 0                                  | 0                                  |

| Mandate                           | Mandate         | Mandate           |
| Wahlkreis                         | Gewählt         | Partei            |
| --------------------------------- | --------------- | ----------------- |
| Aberdeen Central                  | Lewis Macdonald | Labour            |
| Aberdeen North                    | Elaine Thomson  | Labour            |
| Aberdeen South                    | Nicol Stephen   | Liberal Democrats |
| Angus                             | Andrew Welsh    | SNP               |
| Banff and Buchan                  | Alex Salmond    | SNP               |
| Dundee East                       | John McAllion   | Labour            |
| Dundee West                       | Kate Maclean    | Labour            |
| Gordon                            | Nora Radcliffe  | Liberal Democrats |
| West Aberdeenshire and Kincardine | Mike Rumbles    | Liberal Democrats |

| Additional Members | Additional Members                                      |
| Partei             | Name                                                    |
| ------------------ | ------------------------------------------------------- |
| SNP                | Brian Adam Richard Lochhead Irene McGugan Shona Robison |
| Conservative       | David Davidson Alex Johnstone Ben Wallace               |

### Parlamentswahl 2003
| Ergebnisse der Parlamentswahl 2003 | Ergebnisse der Parlamentswahl 2003 | Ergebnisse der Parlamentswahl 2003 | Ergebnisse der Parlamentswahl 2003 | Ergebnisse der Parlamentswahl 2003 | Ergebnisse der Parlamentswahl 2003 | Ergebnisse der Parlamentswahl 2003 | Ergebnisse der Parlamentswahl 2003 |
| Partei                             | Stimmen                            | %                                  | ±                                  | Sitze                              | ±                                  | Add. Member                        | ±                                  |
| ---------------------------------- | ---------------------------------- | ---------------------------------- | ---------------------------------- | ---------------------------------- | ---------------------------------- | ---------------------------------- | ---------------------------------- |
| Scottish National Party            | 66.463                             | 27,3                               | −5,0                               | 4                                  | +2                                 | 1                                  | −3                                 |
| Labour Party                       | 49.189                             | 20,2                               | −5,3                               | 2                                  | −2                                 | 2                                  | +2                                 |
| Liberal Democrats                  | 45.831                             | 18,8                               | +1,3                               | 3                                  | 0                                  | 0                                  | 0                                  |
| Conservative Party                 | 42.318                             | 17,4                               | −0,9                               | 0                                  | 0                                  | 3                                  | 0                                  |
| Scottish Green                     | 12.724                             | 5,2                                | +2,4                               | 0                                  | 0                                  | 1                                  | +1                                 |
| Socialist                          | 10.226                             | 4,2                                | +3,1                               | 0                                  | 0                                  | 0                                  | 0                                  |
| Scottish Pensioners                | 5584                               | 2,3                                | +2,3                               | 0                                  | 0                                  | 0                                  | 0                                  |
| Fishing Party                      | 5566                               | 2,3                                | +2,3                               | 0                                  | 0                                  | 0                                  | 0                                  |
| Socialist Labour                   | 2431                               | 1,0                                | −0,2                               | 0                                  | 0                                  | 0                                  | 0                                  |
| Sonstige                           | 3341                               | 1,4                                | 0,0                                | 0                                  | 0                                  | 0                                  | 0                                  |

| Mandate                           | Mandate           | Mandate           |
| Wahlkreis                         | Gewählt           | Partei            |
| --------------------------------- | ----------------- | ----------------- |
| Aberdeen Central                  | Lewis Macdonald   | Labour            |
| Aberdeen North                    | Brian Adam        | SNP               |
| Aberdeen South                    | Nicol Stephen     | Liberal Democrats |
| Angus                             | Andrew Welsh      | SNP               |
| Banff and Buchan                  | Stewart Stevenson | SNP               |
| Dundee East                       | Shona Robison     | SNP               |
| Dundee West                       | Kate Maclean      | Labour            |
| Gordon                            | Nora Radcliffe    | Liberal Democrats |
| West Aberdeenshire and Kincardine | Mike Rumbles      | Liberal Democrats |

| Additional Members | Additional Members                          |
| Partei             | Name                                        |
| ------------------ | ------------------------------------------- |
| Conservative       | David Davidson Alex Johnstone Nanette Milne |
| Labour             | Richard Baker Marlyn Glen                   |
| SNP                | Richard Lochhead                            |
| Scottish Green     | Shiona Baird                                |

### Parlamentswahl 2007
| Ergebnisse der Parlamentswahl 2007 | Ergebnisse der Parlamentswahl 2007 | Ergebnisse der Parlamentswahl 2007 | Ergebnisse der Parlamentswahl 2007 | Ergebnisse der Parlamentswahl 2007 | Ergebnisse der Parlamentswahl 2007 | Ergebnisse der Parlamentswahl 2007 | Ergebnisse der Parlamentswahl 2007 |
| Partei                             | Stimmen                            | %                                  | ±                                  | Sitze                              | ±                                  | Add. Member                        | ±                                  |
| ---------------------------------- | ---------------------------------- | ---------------------------------- | ---------------------------------- | ---------------------------------- | ---------------------------------- | ---------------------------------- | ---------------------------------- |
| Scottish National Party            | 105.265                            | 40,5                               | +13,2                              | 6                                  | +2                                 | 2                                  | +1                                 |
| Labour Party                       | 52.125                             | 20,0                               | −0,2                               | 1                                  | −1                                 | 2                                  | 0                                  |
| Liberal Democrats                  | 40.934                             | 15,7                               | −3,1                               | 2                                  | −1                                 | 1                                  | +1                                 |
| Conservative Party                 | 37.666                             | 14,5                               | −2,9                               | 0                                  | 0                                  | 2                                  | −1                                 |
| Scottish Green                     | 8148                               | 3,1                                | −2,1                               | 0                                  | 0                                  | 0                                  | −1                                 |
| Scottish Senior Citizens           | 3874                               | 1,5                                | +1,5                               | 0                                  | 0                                  | 0                                  | 0                                  |
| BNP                                | 2764                               | 1,1                                | +1,1                               | 0                                  | 0                                  | 0                                  | 0                                  |
| Sonstige                           | 9685                               | 3,7                                | +2,3                               | 0                                  | 0                                  | 0                                  | 0                                  |

| Mandate                           | Mandate           | Mandate           |
| Wahlkreis                         | Gewählt           | Partei            |
| --------------------------------- | ----------------- | ----------------- |
| Aberdeen Central                  | Lewis Macdonald   | Labour            |
| Aberdeen North                    | Brian Adam        | SNP               |
| Aberdeen South                    | Nicol Stephen     | Liberal Democrats |
| Angus                             | Andrew Welsh      | SNP               |
| Banff and Buchan                  | Stewart Stevenson | SNP               |
| Dundee East                       | Shona Robison     | SNP               |
| Dundee West                       | Joe FitzPatrick   | SNP               |
| Gordon                            | Alex Salmond      | SNP               |
| West Aberdeenshire and Kincardine | Mike Rumbles      | Liberal Democrats |

| Additional Members | Additional Members           |
| Partei             | Name                         |
| ------------------ | ---------------------------- |
| Conservative       | Alex Johnstone Nanette Milne |
| Labour             | Richard Baker Marlyn Glen    |
| SNP                | Nigel Don Maureen Watt       |
| Liberal Democrats  | Alison McInnes               |

### Parlamentswahl 2011
| Ergebnisse der Parlamentswahl 2011 | Ergebnisse der Parlamentswahl 2011 | Ergebnisse der Parlamentswahl 2011 | Ergebnisse der Parlamentswahl 2011 | Ergebnisse der Parlamentswahl 2011 | Ergebnisse der Parlamentswahl 2011 | Ergebnisse der Parlamentswahl 2011 | Ergebnisse der Parlamentswahl 2011 |
| Partei                             | Stimmen                            | %                                  | ±                                  | Sitze                              | ±                                  | Add. Member                        | ±                                  |
| ---------------------------------- | ---------------------------------- | ---------------------------------- | ---------------------------------- | ---------------------------------- | ---------------------------------- | ---------------------------------- | ---------------------------------- |
| Scottish National Party            | 140.749                            | 52,7                               | +12,2                              | 10                                 | +4                                 | 1                                  | −1                                 |
| Labour Party                       | 43.893                             | 16,4                               | −3,6                               | 0                                  | −1                                 | 3                                  | +1                                 |
| Conservative Party                 | 37.681                             | 14,1                               | −0,8                               | 0                                  | 0                                  | 2                                  | 0                                  |
| Liberal Democrats                  | 18.178                             | 6,8                                | −8,4                               | 0                                  | −2                                 | 1                                  | 0                                  |
| Scottish Green                     | 10.407                             | 3,9                                | +0,8                               | 0                                  | 0                                  | 0                                  | 0                                  |
| Scottish Senior Citizens           | 4420                               | 1,7                                | +0,2                               | 0                                  | 0                                  | 0                                  | 0                                  |
| Sonstige                           | 12.004                             | 4,4                                | +0,7                               | 0                                  | 0                                  | 0                                  | 0                                  |

| Mandate                             | Mandate           | Mandate |
| Wahlkreis                           | Gewählt           | Partei  |
| ----------------------------------- | ----------------- | ------- |
| Aberdeen Central                    | Kevin Stewart     | SNP     |
| Aberdeen Donside                    | Brian Adam        | SNP     |
| Aberdeen South and North Kincardine | Maureen Watt      | SNP     |
| Aberdeenshire East                  | Alex Salmond      | SNP     |
| Aberdeenshire West                  | Dennis Robertson  | SNP     |
| Angus North and Mearns              | Nigel Don         | SNP     |
| Angus South                         | Graeme Dey        | SNP     |
| Banffshire and Buchan Coast         | Stewart Stevenson | SNP     |
| Dundee City East                    | Shona Robison     | SNP     |
| Dundee City West                    | Joe FitzPatrick   | SNP     |

| Additional Members | Additional Members                        |
| Partei             | Name                                      |
| ------------------ | ----------------------------------------- |
| Labour             | Richard Baker Lewis Macdonald Jenny Marra |
| Conservative       | Alex Johnstone Nanette Milne              |
| SNP                | Mark McDonald                             |
| Liberal Democrats  | Alison McInnes                            |

### Parlamentswahl 2016
| Ergebnisse der Parlamentswahl 2016 | Ergebnisse der Parlamentswahl 2016 | Ergebnisse der Parlamentswahl 2016 | Ergebnisse der Parlamentswahl 2016 | Ergebnisse der Parlamentswahl 2016 | Ergebnisse der Parlamentswahl 2016 | Ergebnisse der Parlamentswahl 2016 | Ergebnisse der Parlamentswahl 2016 |
| Partei                             | Stimmen                            | %                                  | ±                                  | Sitze                              | ±                                  | Add. Member                        | ±                                  |
| ---------------------------------- | ---------------------------------- | ---------------------------------- | ---------------------------------- | ---------------------------------- | ---------------------------------- | ---------------------------------- | ---------------------------------- |
| Scottish National Party            | 137.086                            | 44,7                               | −8,0                               | 9                                  | −1                                 | 0                                  | −1                                 |
| Conservative Party                 | 85.848                             | 28,0                               | +13,9                              | 1                                  | +1                                 | 4                                  | +2                                 |
| Labour Party                       | 38.791                             | 12,6                               | −3,8                               | 0                                  | 0                                  | 2                                  | −1                                 |
| Liberal Democrats                  | 18.444                             | 6,0                                | −0,8                               | 0                                  | 0                                  | 1                                  | 0                                  |
| Scottish Green                     | 15.123                             | 4,9                                | +1,0                               | 0                                  | 0                                  | 0                                  | 0                                  |
| UKIP                               | 6376                               | 2,1                                | +1,1                               | 0                                  | 0                                  | 0                                  | 0                                  |
| Christian                          | 2068                               | 0,7                                | −0,1                               | 0                                  | 0                                  | 0                                  | 0                                  |
| Solidarity                         | 992                                | 0,3                                | +0,2                               | 0                                  | 0                                  | 0                                  | 0                                  |
| BNF                                | 617                                | 0,2                                | 0,0                                | 0                                  | 0                                  | 0                                  | 0                                  |
| RISE – Scotland’s Left Alliance    | 599                                | 0,2                                | +0,2                               | 0                                  | 0                                  | 0                                  | 0                                  |
| Libertarian                        | 552                                | 0,2                                | +0,2                               | 0                                  | 0                                  | 0                                  | 0                                  |
| Communist Party of Britain         | 510                                | 0,2                                | +0,2                               | 0                                  | 0                                  | 0                                  | 0                                  |

| Mandate                             | Mandate           | Mandate      |
| Wahlkreis                           | Gewählt           | Partei       |
| ----------------------------------- | ----------------- | ------------ |
| Aberdeen Central                    | Kevin Stewart     | SNP          |
| Aberdeen Donside                    | Mark McDonald     | SNP          |
| Aberdeen South and North Kincardine | Maureen Watt      | SNP          |
| Aberdeenshire East                  | Gillian Martin    | SNP          |
| Aberdeenshire West                  | Alexander Burnett | Conservative |
| Angus North and Mearns              | Mairi Evans       | SNP          |
| Angus South                         | Graeme Dey        | SNP          |
| Banffshire and Buchan Coast         | Stewart Stevenson | SNP          |
| Dundee City East                    | Shona Robison     | SNP          |
| Dundee City West                    | Joe FitzPatrick   | SNP          |

| Additional Members | Additional Members                                  |
| Partei             | Name                                                |
| ------------------ | --------------------------------------------------- |
| Conservative       | Alex Johnstone Ross Thomson Peter Chapman Liam Kerr |
| Labour             | Lewis Macdonald Jenny Marra                         |
| Liberal Democrats  | Mike Rumbles                                        |